# Guy Bourdin
Guy Bourdin (geboren am 2. Dezember 1928 in Paris; gestorben am 29. März 1991 ebenda) war ein französischer Modefotograf.

## Werdegang
Im Alter von 20 Jahren leistete Guy Bourdin seinen Wehrdienst bei der französischen Luftwaffe, wo er als Luftfotograf in Dakar arbeitete. Danach war er eine Zeit lang Inhaber eines kleinen Fotostudios in Magny-en-Vexin und arbeitet später als Linsenverkäufer im Pariser Kaufhaus Bon Marché.
Seinen beruflichen Durchbruch erreichte Bourdin im Dezember 1954, als seine Fotos in der Modezeitschrift Vogue erschienen und dort Edmondé Charles-Roux, die stellvertretende Chefredakteurin, auf ihn aufmerksam wurde. In dieser Zeit entstand auch eine Serie von Modefotografien, die in einem Schlachthof aufgenommen wurden, was damals als sehr provokant galt. Die Zusammenarbeit mit der Vogue dauerte bis Ende der 1980er Jahre an.

## Fotografischer Stil
Guy Bourdin fotografierte am Anfang seiner Karriere im Stil des Surrealismus, den ihm sein Vorbild Man Ray vermittelte, später entwickelte sich seine Ausdrucksform in Richtung Subjektive Fotografie. Bourdin galt als einer der ersten Modefotografen, dessen Bilder es vermochten, Geschichten zu erzählen. Für ihn waren die Bilder wichtiger als die Produkte, die mit ihnen vermarktet werden sollten. Bourdins Fotos entstanden in Schlafzimmern, an Stränden, in der freien Natur oder der Stadt und regten oft das Unterbewusstsein und die Vorstellungskraft der Betrachter an.